# 小商新村

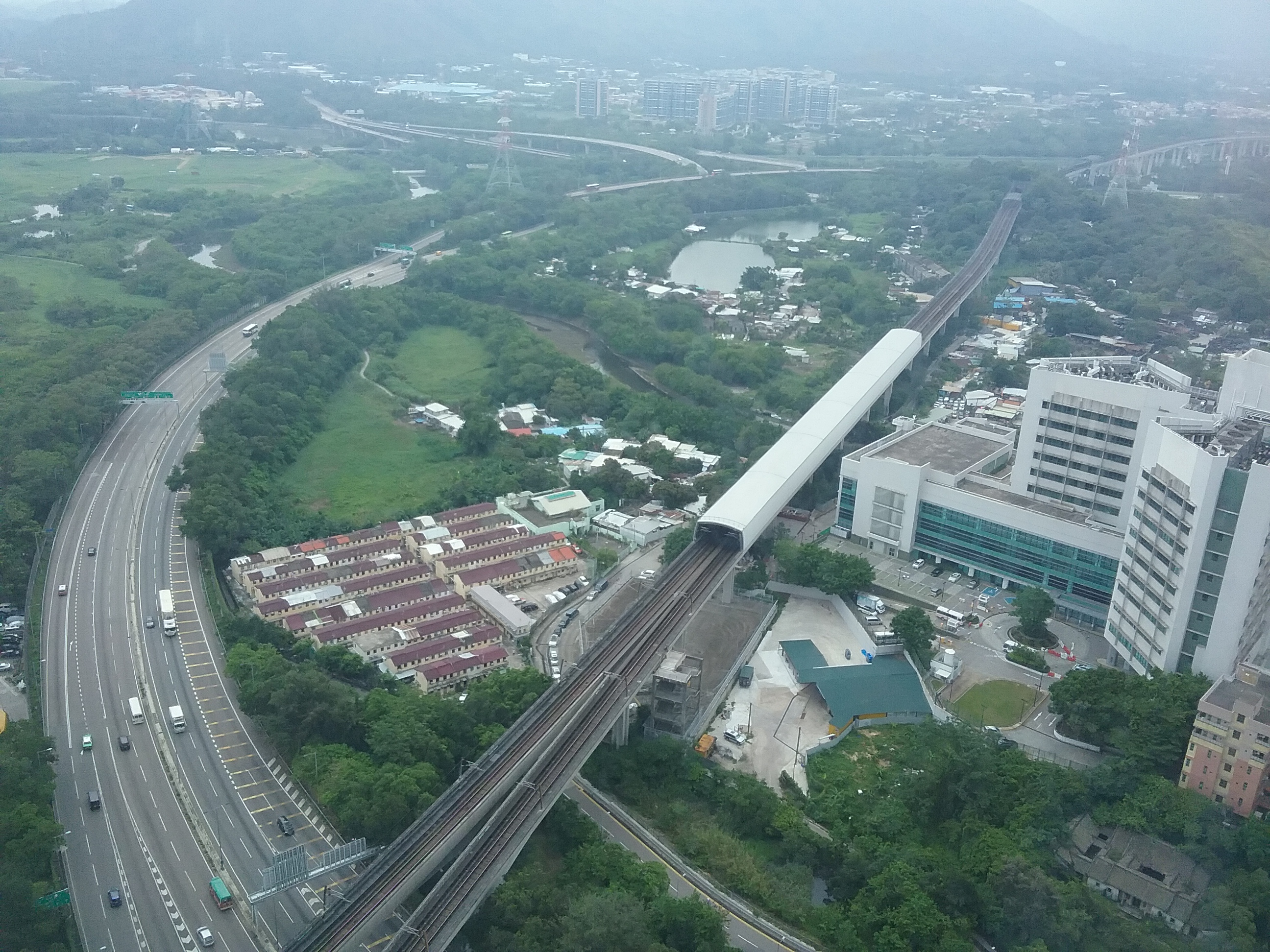
俯瞰小商新村

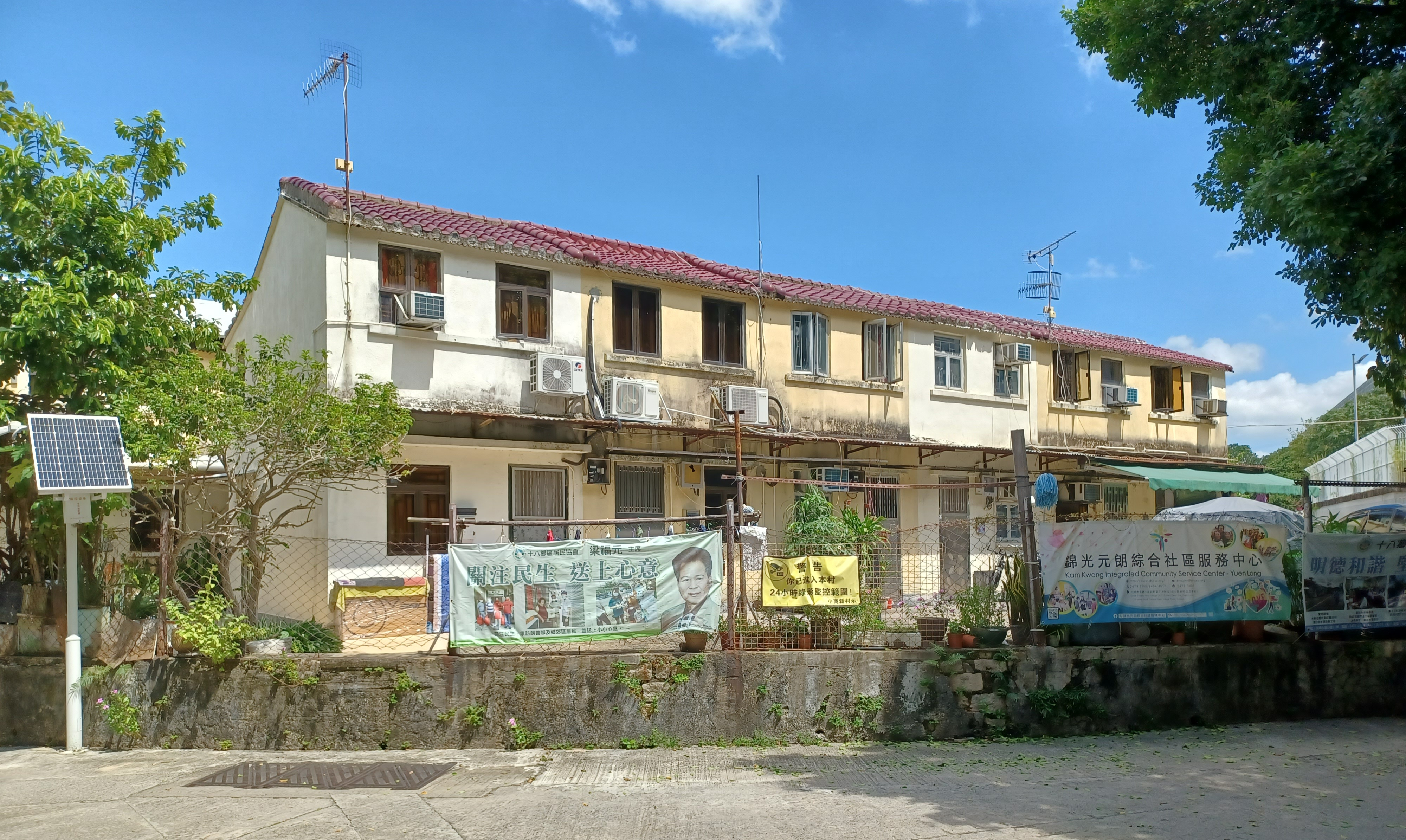
小商新村

小商新村（英語：Small Traders New Village），位於香港新界元朗區凹頭，是一條由一眾元朗小販集資興建的新村，建於1963年，入伙時住有143戶、約1,000人。小商新村西面是被青朗公路相隔的十八鄉黃屋村，南邊是博愛醫院及潘屋，東邊是東成里，北面是大成圍漁塘。小商新村並非原居民村，亦沒有加入任何鄉事委員會。

## 歷史
1939年，僑港工商聯合總會元朗分會成立，有會員約百多人。起初商會小販會於每月三日、六日和九日到元朗新墟擺賣。1949年，分會向政府正式註冊為元朗小商業互助會（元朗小商會），互助會於1950年成立義學夜校。1958年，因元朗大馬路一帶發展新式樓宇，街邊小販們需要遷離。元朗小商會獲合益公司和康莊公司同意免收租金借出新雞地和康莊市場的土地，讓小販們集中擺賣。1960年，康莊市場業主通知小販們將收回土地發展，場內外的小販需再度覓地搬遷。
經與政府多番商討後，元朗小商業互助會集資購入黃屋村駱邦瓊祖堂位於凹頭的一片鹽田，得到政府許可於1962年開始建村，小販的臨時攤檔沒有獲得清拆賠償，但小販不需為新村屋宇補地價。互助會組成合作社，社員合力建屋，以分期方式支付村屋的建築費（約為6,000 - 6,500港元）。1963年，共144間村屋和5間商鋪建成，合作社社員透過抽籤編配單位。
小商新村村口有一座牌坊，刻上村名及橫聯「居仁由義」，接小路經博愛醫院連接青山公路。村內有八條橫街和一條中軸大街。每間相連的村屋高兩層，有用瓦片砌成的斜頂，每間屋總面積只有約200平方呎，沒有廁所，居民需到水井取水。數年後，政府才批准業主在屋後擴建兩層各80平方呎的空間建成廚房和廁所。1966年，始獲自來水供應。
小商新村村務原由互助會合作社管理，後由小商新村改善生活有限責任合作社接手，會址位於第八街正中間。每位年滿18歲的業主可參加合作社，有權於每年3月選出和被選為理事長（村長）或理事。大街街口的商鋪租金收入歸合作社所有。

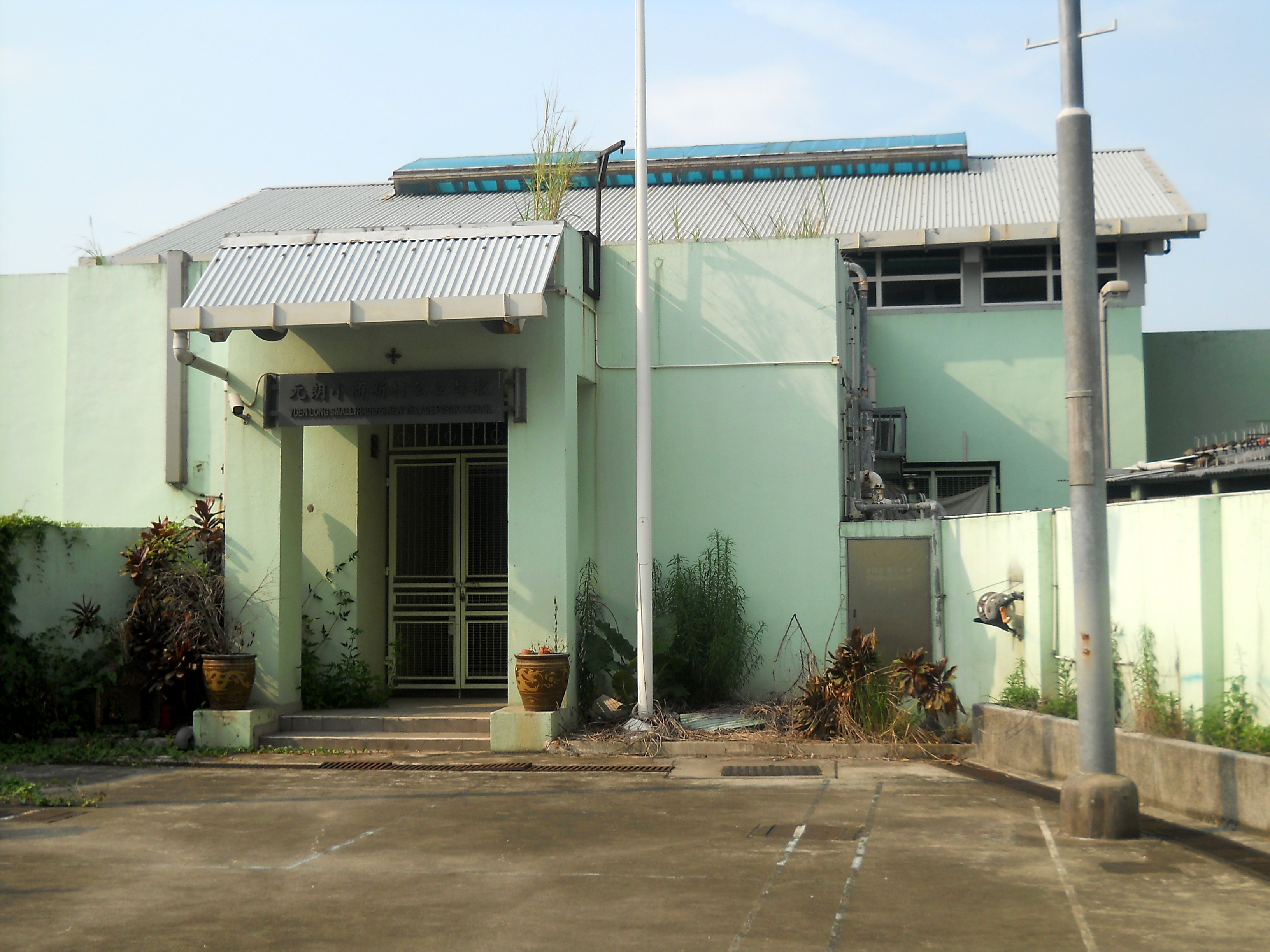
小商新村公立學校停辦後，校舍曾作不同用途

1963年，互助會組成建校委員會，於村東的預留地皮，籌募建校資金。1966年，小商新村公立小學創辦，並與義學夜校合併。學校有3間課室，1間教員室，有商販及附近漁民子弟學生百多人。學校受西鐵工程的影響嚴重，籃球場、助學亭及廁所需要拆卸，部份班級需借用大樹下永安學校的課室上課。九廣鐵路同意為學校重建一座新校舍，於2003年落成。2006年，學校因收生不足停辦，學校圍牆遺下一幅特色壁畫。2019年，元朗錦光堂獲政府批准租用校舍，2021年起由錦光元朗綜合社區服務中心使用。
小商新村原被鹽田和漁塘圍繞，自1990年代末起，三號幹線和西鐵分別在村旁建成，工程影響了部份村屋的結構，亦令村周的面貌大為改變。建村50多年，不少第一手業主已去世，有外來人租住村屋，商鋪結業後亦改作倉庫之用。很多村屋日久失修，有部份業主主張把村落出售重建。

## 歷任合作社理事長
- 朱亨：創村理事長
- 湛行己
- 葉朗生
- 張銓芬
- 潘子安
- 駱金法
- 關惠貞（1988 - 2013）
- 彭鑑權（2013 - ）

## 交通
汽車可從青山公路轉入小商路進入該村，行人亦可從青朗公路下的隊道經黃屋村進入該村。